# Abciximab
Abciximab (auch C7E3-Fab) ist ein Fab-Fragment eines monoklonalen Antikörpers, das inhibitorisch an die Glykoprotein-IIb/IIIa-Rezeptoren auf der Oberfläche von Blutplättchen bindet und als Arzneistoff Verwendung fand. Als Thrombozytenaggregationshemmer wurde Abciximab zur Vermeidung von ischämischen Komplikationen bei Eingriffen am Herzen und zur kurzfristigen Herzinfarktprophylaxe bei Patienten mit einer instabilen Angina Pectoris eingesetzt. Abciximab wurde von der Pharmafirma Centocor entwickelt und war unter dem Handelsnamen ReoPro zugelassen, der Vertrieb erfolgte in Kooperation mit Eli Lilly (ab 1995) und Janssen-Cilag. Nach Lieferengpässen ab 2017 stellte Janssen im Dezember 2018 den Vertrieb des Arzneimittels weltweit ein.

## Klinische Angaben

### Anwendungsgebiete
Abciximab war zur Vermeidung ischämischer kardialer Komplikationen bei Patienten, die sich einer perkutanen Koronarintervention, wie Ballondilatation, Atherektomie und Stentimplantation, unterziehen, zugelassen. Zusätzlich bestand eine arzneimittelrechtliche Zulassung zur kurzfristigen Risikoreduktion eines Herzinfarktes bei Patienten mit einer instabilen Angina Pectoris, die auf eine Standardtherapie nicht ansprechen und für die eine oben erwähnte perkutane koronare Intervention vorgesehen ist. Für diese Anwendungsgebiete wurde Abciximab in Kombination mit Heparin und Acetylsalicylsäure eingesetzt. Eine Tagesdosis von Acetylsalicylsäure von 300 mg sollte jedoch nicht unterschritten werden.

### Gegenanzeigen und Anwendungsbeschränkungen
Bei einer bekannten Überempfindlichkeit gegen Abciximab oder andere Maus-Antikörper darf Abciximab nicht angewendet werden. Da Abciximab herstellungsbedingt Spuren des Enzyms Papain enthalten kann, darf Abciximab bei Patienten mit einer bekannten Papain-Allergie nicht eingesetzt werden. Darüber hinaus ist Abciximab bei Erkrankungen mit einem erhöhten Blutungsrisiko kontraindiziert. Ebenso darf Abciximab nicht bei Patienten mit Hirntumoren, nicht oder schwer kontrollierbarer arterieller Hypertonie, hypertensiver Retinopathie, Thrombozytopenie, Vaskulitis oder schwerer Leberfunktionseinschränkung eingesetzt werden. Bei Patienten mit einer dialysepflichtigen schweren Niereninsuffizienz ist Abciximab aufgrund eines Mangels an Daten ebenfalls kontraindiziert.
Bei rückenmarksnahen Regionalanästhesie-Verfahren (Spinalanästhesie bzw. Periduralanästhesie) ist die Gabe von Abciximab 48 Stunden vorher abzusetzen und frühestens vier Stunden nach dem Eingriff wieder aufzunehmen.
Tierexperimentelle Reproduktionsstudien mit Abciximab wurden nicht durchgeführt. Auch klinische Daten über die Sicherheit während der Schwangerschaft und Stillzeit fehlen.

### Wechsel- und Nebenwirkungen
Die Datenlage über mögliche Interaktionen zwischen Abciximab und anderen Arzneimitteln ist begrenzt. Bei gleichzeitiger Anwendung von Abciximab und Thrombolytika ist das Risiko von Blutungen erhöht. Das Blutungsrisiko soll jedoch bei gleichzeitiger Einnahme von Abciximab und Warfarin nach Beobachtungen im Rahmen einer klinischen Studie nicht erhöht sein.
Zu den bedeutsamsten Nebenwirkungen von Abciximab zählen Blutungen. Häufig traten darüber hinaus auch Thrombozytopenie, Hypotonie, Bradykardie, Rückenschmerzen, Übelkeit, Erbrechen, Brustschmerzen, Fieber, Kopfschmerzen und Schmerzen an der Punktionsstelle auf. Selten wurde über Herzbeuteltamponade, meist alveoläre Lungenblutungen und Schocklunge berichtet.

## Pharmakologie

### Pharmakodynamik (Wirkmechanismus)
Abciximab bindet an den Glycoprotein-GPIIb/IIIa-Rezeptor von Thrombozyten, welcher hauptverantwortlich für die Thrombozytenaggregation ist. Durch seine Anbindung blockiert Abciximab die Bindungsstellen für Fibrinogen, Von-Willebrand-Faktor und anderen Adhäsionsmolekülen. Der Blockade liegt eine sterische Behinderung oder eine induzierte Konformationsänderung des Proteins zu Grunde. Darüber hinaus bindet Abciximab an den Vitronectin-Rezeptor von Thrombozyten und Epithelzellen, welcher unter anderem für die Koagulation der Thrombozyten und Wachstumsprozesse in der Blutgefäßwand mitverantwortlich ist. Die Fähigkeit, sowohl den GPIIb/IIIa-Rezeptor als auch den Vitronectinrezeptor zu blockieren, führt zu einer synergistischen Hemmung der Bildung von Thrombin.

### Pharmakokinetik
Nach intravenöser Gabe fällt die Konzentration an freiem Abciximab im Blutplasma rasch ab. Für den raschen Abfall, der einer zumindest biphasischen Kinetik folgt, wird im Wesentlichen eine rasche Bindung von Abciximab an seine Rezeptoren auf Thrombozyten verantwortlich gemacht. Die Plasmahalbwertszeiten für beide Phasen betragen 10 und 30 Minuten. In thrombozytengebundener Form ist Abciximab mindestens 15 Tage nachweisbar. Die Thrombozytenfunktion normalisiert sich jedoch bereits innerhalb von etwa 48 Stunden.